# Oroks
Ne doit pas être confondu avec Orotches.
Cet article concerne le peuple orok. Pour la langue oroke, voir Orok.
Les Oroks ou Orocks (Ороки en russe), aussi appelés Uilta, sont un peuple de l'oblast de Sakhaline, vivant principalement sur l'est de l'île. Selon le recensement de 2002, il y a 346 Oroks vivant dans le nord de Sakhaline au bord de la mer d'Okhotsk, et au sud dans la ville de Poronaïsk.
La langue orok appartient à la famille des langues toungouses, ils n'ont en outre pas de langue écrite.